# Deinze
Deinze (hist. Deynse) – miasto w Belgii, w Regionie Flamandzkim, w prowincji Flandria Wschodnia, w okręgu Gandawa. 1 stycznia 2024 r. liczyła 45 471 mieszkańców, na powierzchni 128,03 km². Daje to gęstość zaludnienia 355 os. na km². Średni roczny dochód na mieszkańca wynosi 23 043 € (2021), stopa bezrobocia w styczniu 2019 r. wynosiła 3,16%. Leży nad rzeką Leie.

## Podział administracyjny
W skład gminy wchodzi 16 dzielnic (deelgemeente):
- Astene
- Bachte-Maria-Leerne
- Gottem
- Grammene
- Hansbeke
- Landegem
- Meigem
- Merendree
- Nevele
- Petegem-aan-de-Leie
- Poesele
- Sint-Martens-Leerne (Leerne-Saint-Martin)
- Vinkt
- Vosselare
- Wontergem
- Zeveren

## Współpraca
Miejscowość:
- Queckenberg (dzielnica Rheinbachu), Niemcy